# Хаос (міфологія)
Ха́ос, хао́с (грец. Χάος — «зяяння», «простір») — одне з ключових понять у давньогрецькій філософії, яке походить з міфології. Згідно з «Теогонією» Гесіода, Хаос — німий безмежний простір, безладна суміш матеріальних елементів світу, темне й життєдайне джерело всебуття — на протилежність Космосу, Всесвітньому Порядку. З Хаосу постали Гея (Земля), Уран (Небо), Тартар (підземний світ), Ерос (Кохання), пізніше також Ереб (вічна темрява) і Нікс (Ніч), від яких народились Ефір і Гемера (Світло й День). Пізніші філософи під Хаосом розуміли безладну масу, з якої виник світ. Згідно з ученням орфіків, Хаос — породження вічного часу (Хроноса).
Переносно «хао́с» — цілковите безладдя, плутанина, суміш.